# Vengerovo
Vengerovo (in lingua russa: Венгерово) è un villaggio situato nell'Oblast' di Novosibirsk, in Russia, nella Siberia meridionale. È il capoluogo amministrativo del distretto di Vengerovskij.